# Wijken en buurten in Vlaardingen
De Nederlandse gemeente Vlaardingen is voor statistische doeleinden onderverdeeld in wijken en buurten. De gemeente is verdeeld in de volgende statistische wijken:
- Wijk 01 Centrum (CBS-wijkcode:062201)
- Wijk 02 Westwijk (CBS-wijkcode:062202)
- Wijk 03 Vettenoordse Polder (CBS-wijkcode:062203)
- Wijk 04 Oostwijk (CBS-wijkcode:062204)
- Wijk 05 Vlaardinger Ambacht (CBS-wijkcode:062205)
- Wijk 06 Holy-Zuid (CBS-wijkcode:062206)
- Wijk 07 Holy-Noord (CBS-wijkcode:062207)
- Wijk 08 Broekpolder (CBS-wijkcode:062208)

Een statistische wijk kan bestaan uit meerdere buurten. Onderstaande tabel geeft de buurtindeling met kentallen volgens het Centraal Bureau voor de Statistiek (2008):
| CBS-buurtcode | Buurtnaam                | Inwonertal | Opp. totaal (ha) | Opp. land (ha) | Ligging                |
| ------------- | ------------------------ | ---------- | ---------------- | -------------- | ---------------------- |
| BU06220101    | Indische buurt           | 3620       | 52               | 52             | Locatie in de gemeente |
| BU06220102    | Vettenoordse polder Oost | 5370       | 44               | 43             | Locatie in de gemeente |
| BU06220103    | Centrum                  | 5930       | 54               | 52             | Locatie in de gemeente |
| BU06220104    | Hoogstad                 | 10         | 27               | 26             | Locatie in de gemeente |
| BU06220201    | Hoogkamer                | 2730       | 40               | 39             | Locatie in de gemeente |
| BU06220202    | Zuidbuurt                | 3640       | 42               | 41             | Locatie in de gemeente |
| BU06220203    | Wetering                 | 3640       | 70               | 68             | Locatie in de gemeente |
| BU06220204    | Lage welde               | 2640       | 35               | 33             | Locatie in de gemeente |
| BU06220205    | Buitengebied Zuidbuurt   | 100        | 260              | 224            | Locatie in de gemeente |
| BU06220301    | De vergulde Hand         | 10         | 31               | 31             | Locatie in de gemeente |
| BU06220302    | Lickebaert               | 10         | 277              | 195            | Locatie in de gemeente |
| BU06220303    | 't Scheur                | 10         | 46               | 27             | Locatie in de gemeente |
| BU06220304    | Deltagebied              | 0          | 114              | 76             | Locatie in de gemeente |
| BU06220305    | Park Zuidbuurt           | 20         | 18               | 18             | Locatie in de gemeente |
| BU06220306    | Vettenoordse polder West | 70         | 41               | 41             | Locatie in de gemeente |
| BU06220307    | Maasboulevard            | 800        | 49               | 32             | Locatie in de gemeente |
| BU06220401    | Hofbuurt                 | 330        | 30               | 27             | Locatie in de gemeente |
| BU06220402    | Oostbuurt                | 6220       | 64               | 63             | Locatie in de gemeente |
| BU06220403    | Havengebied Oost         | 10         | 141              | 78             | Locatie in de gemeente |
| BU06220404    | Vijfsluizen              | 0          | 15               | 15             | Locatie in de gemeente |
| BU06220501    | Babberspolder Noord      | 2210       | 41               | 41             | Locatie in de gemeente |
| BU06220502    | Oranjebuurt              | 1290       | 29               | 28             | Locatie in de gemeente |
| BU06220503    | Babberspolder West       | 4770       | 56               | 56             | Locatie in de gemeente |
| BU06220504    | Babberspolder Oost       | 3970       | 46               | 43             | Locatie in de gemeente |
| BU06220505    | 't Nieuwe Lant           | 0          | 14               | 14             | Locatie in de gemeente |
| BU06220601    | Vaart Zuid               | 830        | 48               | 45             | Locatie in de gemeente |
| BU06220602    | Statenbuurt              | 2320       | 37               | 37             | Locatie in de gemeente |
| BU06220603    | Loper Zuid               | 1430       | 20               | 20             | Locatie in de gemeente |
| BU06220604    | Vogelbuurt Noord         | 2580       | 26               | 26             | Locatie in de gemeente |
| BU06220605    | Sportpark Holy           | 0          | 32               | 32             | Locatie in de gemeente |
| BU06220606    | Vogelbuurt Zuid          | 2630       | 28               | 28             | Locatie in de gemeente |
| BU06220701    | Drevenbuurt              | 3620       | 61               | 61             | Locatie in de gemeente |
| BU06220702    | Kruidenbuurt             | 1820       | 18               | 18             | Locatie in de gemeente |
| BU06220703    | Loper Noord              | 1240       | 13               | 13             | Locatie in de gemeente |
| BU06220704    | Hoofdstedenbuurt         | 2010       | 21               | 21             | Locatie in de gemeente |
| BU06220705    | Park Holy Noord          | 0          | 14               | 14             | Locatie in de gemeente |
| BU06220706    | Hoevenbuurt              | 3220       | 51               | 50             | Locatie in de gemeente |
| BU06220707    | Hollerhoekse polder      | 60         | 145              | 139            | Locatie in de gemeente |
| BU06220708    | Vaart Noord              | 1720       | 29               | 27             | Locatie in de gemeente |
| BU06220801    | Broekpolder gebied       | 10         | 495              | 477            | Locatie in de gemeente |